# TeXShop
TeXShop es un editor de LaTeX y TeX de código abierto para macOS. Se encuentra bajo la licencia GNU GPL.
El programa fue desarrollado por Richard Koch, un matemático americano, especialmente para la interfaz gráfica Aqua de macOS y aprovechar el soporte nativo de los PDF del sistema operativo de Apple.
Mitsuhiro Shishikura mejoró el programa añadiendo la posibilidad de transferir expresiones matemáticas dentro de presentaciones realizadas con Keynote.
TeXShop necesita de la presencia en el sistema de una distribución de TeX y actualmente forma parte de MacTeX, distribución para Mac de TeX.